# Camisia khencensis
Camisia khencensis är en kvalsterart som beskrevs av Hammer 1961. Camisia khencensis ingår i släktet Camisia och familjen Camisiidae. Inga underarter finns listade.